# Joris Ivens
Joris Ivens, wł. Georg Henri Anton Ivens (ur. 18 listopada 1898 w Nijmegen, zm. 28 czerwca 1989 w Paryżu) – holenderski reżyser, twórca przeszło 50 filmów dokumentalnych, wielokrotnie nagradzany.